# Elephantomyia (Elephantomyodes) daedalus
Elephantomyia (Elephantomyodes) daedalus is een tweevleugelige uit de familie steltmuggen (Limoniidae). De soort komt voor in het Australaziatisch gebied.